# Allan Arbus
Allan Arbus (New York, 15 februari 1918 – Los Angeles, 19 april 2013) was een Amerikaans acteur en fotograaf, vooral bekend als psychiater majoor Sidney Freedman uit M*A*S*H. In zijn eerste verschijning heette hij Milton Freedman, maar de personages zijn identiek.
Met zijn eerste vrouw Diane, met wie hij van 1941 tot 1969 getrouwd was, had Arbus een reclamebureau. Ze hadden twee kinderen.
Vanaf 24 juli 1977 was hij getrouwd met Mariclare Costello. Uit dit huwelijk werd één kind geboren.

## Filmografie
- Hey, Let's Twist (1961) – de dokter
- Putney Swope (1969) – Mr. Bad News
- Here Come the Brides (televisieserie) – Dennis (afl. "A Wild Colonial Boy", 1969)
- The Christian Licorice Store (1971) – Monroe
- Cisco Pike (1972) – Sim Valensi
- Greaser's Palace (1972) – Jessy
- The Mod Squad (televisieserie) – rol onbekend (afl. "The Twain", 1972)
- M*A*S*H (televisieserie) – Maj. Milton/Sydney Freedman (12 afl., 1973–1983)
- The Young Nurses (1973) – Krebs
- Coffy (1973) – Arturo Vitroni
- Scream, Pretty Peggy (televisiefilm, 1973) – Dr. Eugene Saks
- Cinderella Liberty (1973) – dronken zeeman
- Judgement: The Trial of Julius and Ethel Rosenberg (televisiefilm, 1974) – rol onbekend
- The Odd Couple (televisieserie) – verschillende rollen (2 afl., 1974)
- Chopper One (televisieserie) – rol onbekend (afl. "Ambush", 1974)
- Law and Disorder (1974) – Dr. Richter
- The Law (televisiefilm, 1974) – Leonard Caporni
- Archer (televisieserie) – Miko Bronko (afl. "Blood Money", 1975)
- Karen (televisieserie) – Keller (afl. "Capitol Capers", 1975)
- Hawaii Five-O (televisieserie) – Maynard (afl. "Anatomy of a Bribe", 1976)
- W.C. Fields and Me (1976) – Gregory LaCava
- Law & Order (televisiefilm, 1976) – Arthur Pollack
- Stalk the Wild Child (televisiefilm, 1976) – Gault
- Raid on Entebbe (televisiefilm, 1977) – Eli Melnick
- Family (televisieserie) – Roy Brady (afl. "Labors of Love", 1977)
- Wonder Woman (televisieserie) – Bleaker (afl. "The Girl from Ilandia", 1978)
- Damien: Omen II (1978) – Pasarian
- Taxi (televisieserie) – Jerry Martin (afl. "One-Punch Banta", 1978)
- The Rockford Files (televisieserie) – Myron Katzin (afl. "Black Mirror: Part 1", 1978)
- Salvage 1 (televisieserie) – Dr. Mott (afl. "Harry's Doll", 1979)
- Starsky and Hutch (televisieserie) – Anthony Reuban (afl. "Birds of a Feather", 1979)
- The Amazing Spider-Man (televisieserie) – George Hanson (afl. "Wolfpack", 1979)
- Americathon (1979) – Moishe Weitzman
- Working Stiffs (televisieserie) – Mitch Hannigan (1979)
- The Electric Horseman (1979) – Danny Miles
- The Last Married Couple in America (1980) – Al Squib
- Gangster Wars (1981) – Goodman
- The Gangster Chronicles (miniserie, 1981) – Goodman
- Bret Maverick (televisieserie) – Phineas Swackmyer (afl. "Horse of Yet Another Color", 1982)
- Quincy, M.E. (televisieserie) – Dr. Ellerick (afl. "For Love of Joshua", 1982)
- Don Camillo (1983) – Christ (voice-over)
- The Four Seasons (televisieserie) – Boris Elliot (afl. onbekend, 1984)
- Cagney & Lacey (televisieserie) – Arthur Stacy (afl. "Violation", 1985)
- Volunteers (1985) – Albert Bardenaro
- Hardcastle and McCormick (televisieserie) – Dr. Friedman (afl. "Do Not Go Gentle", 1985)
- Crossroads (1986) – Dr. Santis
- A Fighting Choice (televisiefilm, 1986) – Dr. Andreas Hellman
- From the Hip (1987) – Phil Ames
- Spies (televisieserie) – Jano (afl. "Baby", 1987)
- Daniel and the Towers (televisiefilm, 1987) – Simon 'Sam' Rodia
- Matlock (televisieserie) – Aaron Mitchell (2 afl., 1987/1989)
- L.A. Law (televisieserie) – Lawrence Stone (afl. "I'm in the Nude for Love", 1989)
- The Preppie Murder (televisiefilm, 1989) – grootvader
- When He's Not a Stranger (televisiefilm, 1989) – Judge Thomas J. Gray
- Hunter (televisieserie) – Dr. Norman Tate (afl. "Unfinished Business", 1990)
- Too Much Sun (1991) – Vincent
- Stat (televisieserie) – Hesh Cooper (afl. "Fantasy", 1991)
- Brooklyn Bridge (televisieserie) – Dr. Schulman (3 afl., 1991/1992)
- In the Heat of the Night (televisieserie) – Dr. Atwill (2 afl., 1992/1993)
- Law & Order (televisieserie) – Dominick Keith (afl. "Animal Instinct", 1993)
- Josh and S.A.M. (1993) – zakenman in vliegtuig
- Mad About You (televisieserie) – Albert (afl. "The Last Scampi", 1994)
- Lieberman in Love (1995) – oudere man
- In Dark Places (1997) – Dory
- L.A. Doctors (televisieserie) – Mr. Mitski (afl. "A Prayer for the Lying", 1998)
- NYPD Blue (televisieserie) – Seymour Epstein (afl. "Don't Meth with Me", 1999)
- Judging Amy (televisieserie) – Judge Fowler (3 afl., 1999)
- Curb Your Enthusiasm (televisieserie) – Uncle Nathan (afl. "The Group", 2000)

- Bibliothèque nationale de France: cb141504826 (data)
- International Standard Name Identifier: 0000 0001 1459 8427
- Library of Congress Control Number: no00031793
- PIC: 357110
- Système universitaire de documentation: 171946812
- Virtual International Authority File: 12514304
- WorldCat: E39PBJrkYKcvyQvxrtGpbvfKBP